# Aleksandr Povetkin
Aleksandr Vladimirovič Povetkin (in russo Александр Владимирович Поветкин?; Kursk, 2 settembre 1979) è un pugile russo.
Ha avuto una carriera amatoriale di successo, culminata con la vittoria dell'oro olimpico nei pesi supermassimi ai Giochi olimpici di Atene 2004. Dopo aver debuttato come professionista nel 2005 ha inanellato una striscia di ventuno successi consecutivi, prima di conquistare il titolo WBA dei massimi con una vittoria su Ruslan Chagayev nel 2011. Ha detenuto la corona mondiale sino al 2013, quando è stato detronizzato dal campione ucraino Volodymyr Klyčko in un incontro di unificazione. È stato anche detentore del titolo WBC ad "interim" e "Diamond" nel 2020 detronizzando Dillian Whyte, tutta via perse il titolo ad interim poco dopo in una rivincita con lo stesso pugile avvenuta nel 2021.

## Carriera
Pugile che fa della pressione il suo tratto distintivo, è noto anche per la fisicità e la potenza dei suoi pugni, a livello amatoriale ha conquistato il titolo europeo nel 2002 e 2004, oltre al titolo mondiale nel 2003: nel 2004 fu inoltre campione olimpico. Fu la "bestia nera" dell'italiano Roberto Cammarelle a cui inflisse cinque sconfitte in altrettanti incroci.
Professionista dal 2005, tra il 2007 e il 2008 riporta vittorie contro Chris Byrd e Eddie Chambers grazie alle quali si ritrova primo nella graduatoria IBF: nell'agosto 2011 conquista la cintura WBA, con un successo ai punti (decisione unanime dei giudici) contro Ruslan Chagayev. Il 5 ottobre 2013 mette in palio il suo titolo contro Wladimir Klitschko, da cui viene sconfitto.
La sua carriera è stata negativamente macchiata da ben due casi di positività di test su sostanze vietate dai regolamenti, come gli steroidi anabolizzanti, tra il 2016 e il 2017. Attualmente detiene il titolo WBC ad interim dei massimi dopo detronizzato il pugile inglese Dillian Whyte per TKO alla quinta ripresa.